# Rosina (Slovacchia)
Rosina (in ungherese Harmatos) è un comune della Slovacchia facente parte del distretto di Žilina, nella regione omonima.